# Brachioxena
Brachioxena es un género de polillas tortrícidas perteneciente a la tribu Eucosmini, de la subfamilia Olethreutinae, orden Lepidoptera. Fue descrito por Alexey Nikolaievich Diakonoff en 1968.

## Especies
- Brachioxena lutrocopa (Meyrick, 1914)
- Brachioxena niveipalpis (Meyrick, 1938)
- Brachioxena pakistanella (Amsel, 1968)
- Brachioxena psammacta (Meyrick, 1908)
- Brachioxena sparactis (Meyrick, 1928)